# Paesaggista
Quella di paesaggista è una specializzazione professionale che ha avuto diversi significati nel tempo, ed è legata al soggetto del paesaggio, nell'arte o nell'architettura.
I professionisti operanti nel settore sono l'architetto e il dottore agronomo e dottore forestale.

## Pittura
In pittura, dal XVIII secolo, il paesaggista è un artista che utilizza come soggetto prediletto i paesaggi. Si può trattare di vedute paesaggi naturali o urbani (esempio le vedute del Canaletto); esistono anche paesaggisti specializzati in "marine".

## Fotografia

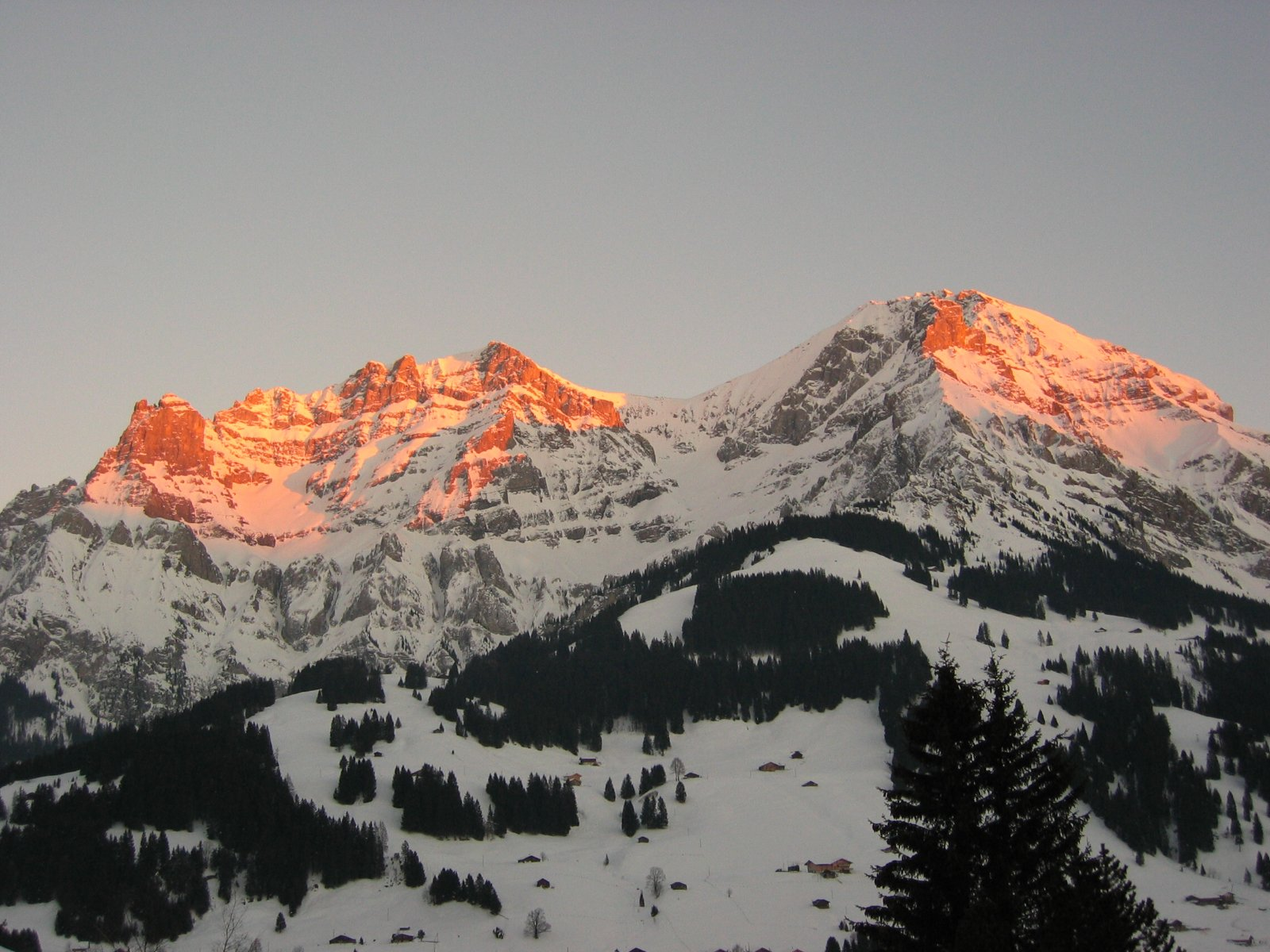
Paesaggio montano: il contrasto cromatico delle cime lo rende attraente

La fotografia paesaggistica è un genere fotografico che ritrae il paesaggio, naturale o urbano. Forse il genere più frequentato sia dai fotografi amatoriali che professionisti.

## Architettura
In architettura, secondo un'accezione più recente del termine, "paesaggista" è un'abilitazione che si consegue a seguito del superamento dell'esame di stato di paesaggista, al quale si accede con alcune di classi di laurea, prima tra tutte LM3 architettura del paesaggio; il paesaggista progetta spazi aperti, quali parchi, giardini, aree verdi. La disciplina che si occupa di questa materia è l'architettura del paesaggio.
Secondo la definizione dell'EFLA (Fondazione europea per l'architettura del paesaggio), il paesaggista è colui che pianifica e progetta paesaggi urbani e rurali nello spazio e nel tempo, sulla base delle caratteristiche naturali e dei valori storici e culturali del territorio. A questo fine fa riferimento a metodi e principi estetici, funzionali, scientifici e gestionali, con un appropriato uso di tecniche e materiali sia naturali che prodotti dall'uomo.

## Letteratura
Nella letteratura è talvolta descritto come "paesaggista" un autore che utilizza come soggetto prediletto i paesaggi. Si può trattare di descrizioni paesaggistiche e ambientali ed in termini allargati anche delle descrizioni poetiche sulla precarietà dell'uomo. Un esempio sono le poesie di Ungaretti o delle descrizioni poetiche del Petrarca capaci di coniugare paesaggi reali in cui il poeta visse ed ai quali si ispirò, da Pisa ad Avignone, dalla Valchiusa a Montepellier, a Parma, fino ad Arquà, con luoghi inventati dalla sua immaginazione poetica.